# کیم جه-دونگ
کیم جه-دونگ (انگلیسی: Kim Je-dong؛ زادهٔ ۳ فوریهٔ ۱۹۷۴) کمدین، مجری تلویزیون اهل کره جنوبی است. وی از سال ۲۰۰۲ میلادی تاکنون مشغول فعالیت بوده‌است.